# Alchemilla peristerica
Alchemilla peristerica är en rosväxtart som beskrevs av Pawl.. Alchemilla peristerica ingår i släktet daggkåpor, och familjen rosväxter. Inga underarter finns listade i Catalogue of Life.